# Aleksandr Wasiutin
Aleksandr Jurjewicz Wasiutin (ur. 4 marca 1995 w Petersburgu) – rosyjski piłkarz występujący na pozycji bramkarza w szwedzkim klubie Djurgårdens IF. Wychowanek Zenitu Petersburg, w trakcie swojej kariery grał także w takich zespołach, jak FC Lahti oraz Sarpsborg 08. Młodzieżowy reprezentant Rosji.